# Пожежна шафа

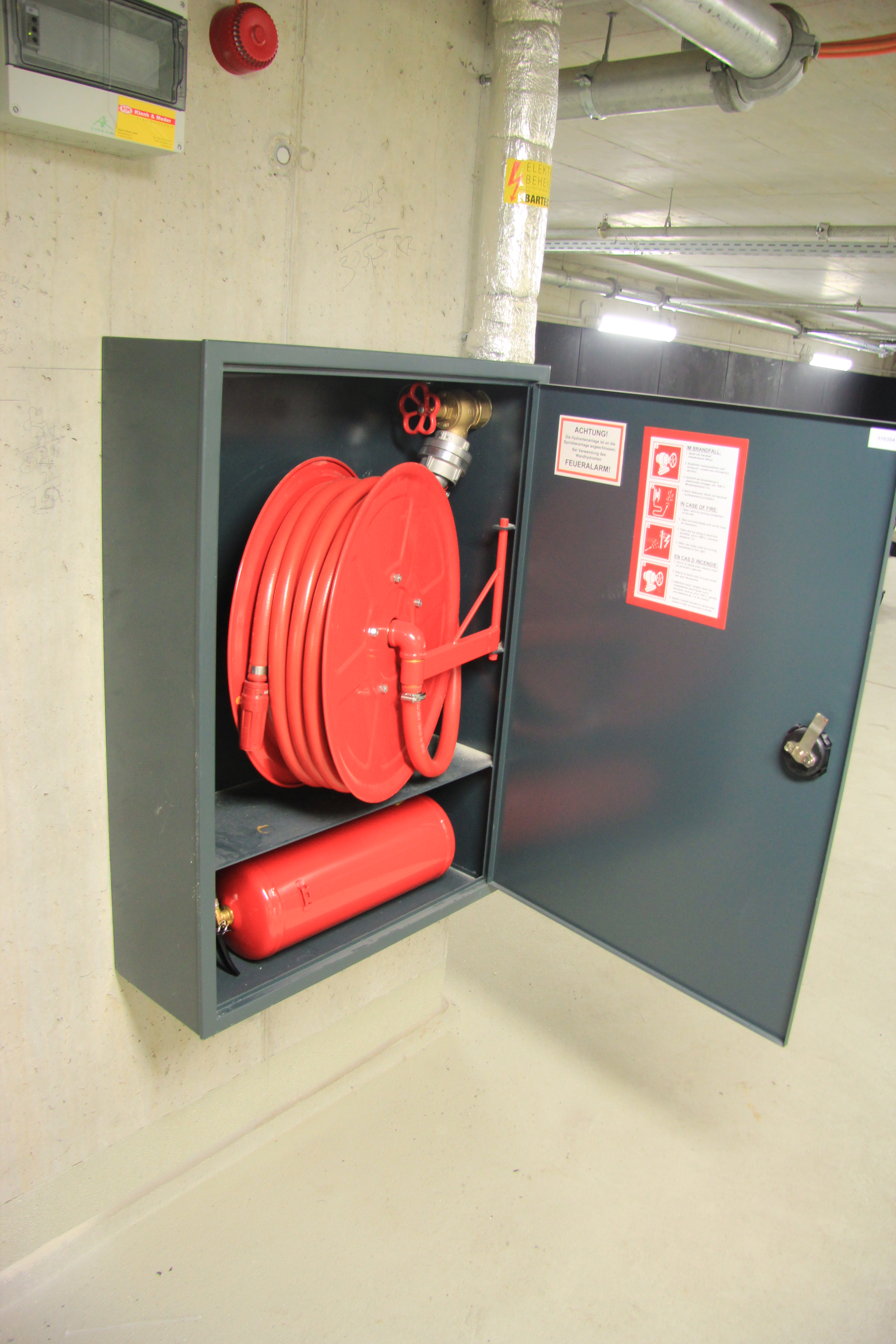
Wandhydrant 7180

Ша́фа поже́жна — вид пожежного інвентарю, призначеного для розміщення і забезпечення збереження технічних засобів, які використовуються під час гасіння пожежі.
Випускаються з відсіком для вогнегасника і без. Виконання «відкрите» — з вікнами або «закрите» — без вікон. Забезпечені кошиком для напірного рукава і отвором для підведення пожежного крану. Виготовляються з тонколистової сталі. Дверці шаф обладнані спеціальними замками з індивідуальними ключами і кишенею для їх зберігання. Колір — білий або червоний(можливі варіанти).
Варіанти — навісний або вбудований. Навісні шафи встановлюють (навішують) на стінах усередині будівель і споруд. Вбудовані шафи встановлюють у нішах стін.